# East of the Sun, West of the Moon
East of the Sun, West of the Moon (в переводе с англ. — «К востоку от Солнца, к западу от Луны») — четвёртый студийный альбом норвежской группы a-ha. Релиз состоялся 22 октября 1990 года. По всему миру было продано 3 200 000 экземпляров.

## Список композиций
| №   | Название                   | Автор(ы)                    | Длительность |
| --- | -------------------------- | --------------------------- | ------------ |
| 1.  | «Crying in the Rain»       | Говард Гринфилд, Кэрол Кинг | 4:25         |
| 2.  | «Early Morning»            | Воктор, Фурухольмен         | 2:59         |
| 3.  | «I Call Your Name»         | Воктор, Фурухольмен         | 4:54         |
| 4.  | «Slender Frame»            | Воктор, Фурухольмен         | 3:42         |
| 5.  | «East of the Sun»          | Воктор                      | 4:47         |
| 6.  | «Sycamore Leaves»          | Воктор                      | 5:22         |
| 7.  | «Waiting for Her»          | Воктор, Фурухольмен         | 4:49         |
| 8.  | «Cold River»               | Воктор, Лорен Савой         | 4:40         |
| 9.  | «The Way We Talk»          | Фурухольмен                 | 1:30         |
| 10. | «Rolling Thunder»          | Воктор, Фурухольмен         | 5:43         |
| 11. | «(Seemingly) Nonstop July» | Воктор                      | 2:55         |

## Позиции в чартах

### Альбом
| Чарт           | Место |
| -------------- | ----- |
| Австрия        | 23    |
| Великобритания | 12    |
| Венгрия        | 19    |
| Германия       | 6     |
| Канада         | 37    |
| Нидерланды     | 20    |
| Норвегия       | 1     |
| Швейцария      | 16    |
| Швеция         | 35    |

### Синглы
| Год  | Сингл              | Чарт                   | Место |
| ---- | ------------------ | ---------------------- | ----- |
| 1990 | Crying in the Rain | Австрийский сингл-чарт | 17    |
| 1990 | Crying in the Rain | Британский сингл-чарт  | 13    |
| 1990 | Crying in the Rain | Германский сингл-чарт  | 6     |
| 1990 | Crying in the Rain | Ирландский сингл-чарт  | 8     |
| 1990 | Crying in the Rain | Норвежский сингл-чарт  | 1     |
| 1990 | Crying in the Rain | Французский сингл-чарт | 11    |
| 1990 | Crying in the Rain | Швейцарский сингл-чарт | 21    |
| 1990 | I Call Your Name   | Германский сингл-чарт  | 37    |
| 1990 | I Call Your Name   | Французский сингл-чарт | 45    |
| 1991 | Early Morning      | Германский сингл-чарт  | 52    |
| 1991 | Early Morning      | Ирландский сингл-чарт  | 29    |

## Сертификации
| Регион | Сертификация | Продажи  |
| --- | ------------ | -------- |
| Бразилия (ABPD) | Золотой      | 100 000* |
| Франция (SNEP) | Золотой      | 100 000* |
| Германия (BVMI) | Золотой      | 250 000^ |
| Норвегия | —            | 125,000  |
| Швейцария (IFPI Switzerland)                                                                                             | Золотой      | 25 000^  |
| Великобритания (BPI) | Серебряный   | 60 000^  |
| * Данные о продажах приведены только на основе сертификации. ^ Данные о тиражах приведены только на основе сертификации. |              |          |